# Roses are Red
A Roses are Red a dán Aqua 1996. szeptember 24-én első kimásolt kislemeze, az Aquarium című első stúdióalbumről. Első Itsy Bitsy Spider című elő kislemezüket Joyspeed néven jelentették meg.
A dal elsősorban Skandináviában volt sikeres. Dániában az első, Norvégiában a 2. és Svédországban az 5. helyezett volt a kislemezlistákon. Az Aquarium albumról kimásolt kislemezekkel ellentétben ez a dal nem volt slágerlistás helyezés a skandináv országokon kívül.

## Előzmények
A dalt a népszerű Roses are Red költemény ihlette, mely számos szatirikus vagy humoros variációt eredményezett. A dal Iggy Pop "The Passenger" című dalára hasonlít.

## Feldolgozások
Az orosz Even Blurry nevű metál csapat saját változatát tette közzé a YouTube-on 2018 októberében.

## Számlista
CD Single  Dánia 
1. "Roses Are Red" (radio edit) – 3:33
2. "Roses Are Red" (original version) – 3:43
3. "Roses Are Red" (extended version) – 5:58
4. "Roses Are Red" (club version) – 7:00
5. "Roses Are Red" (club edit) – 4:14
6. "Roses Are Red" (Disco 70s Mix) – 3:17
7. "Roses Are Red" (Radio Instrumental) – 3:44

iTunes (2017.április 21.)
1. "Roses Are Red" (Svenstrup & Vendelboe Remix Edit) – 3:22
2. "Roses Are Red" (Scenstrup & Vendelboe Remix) – 5:22
3. "Roses Are Red" (Original Version) – 3:43
4. "Roses Are Red" (Instrumental) – 3:42

## Slágerlista
| Slágerlista (1996–1997)        | Legjobb helyezés |
| ------------------------------ | ---------------- |
| Dánia (IFPI)                   | 1                |
| Norvégia (VG-lista)            | 2                |
| Svédország (Sverigetopplistan) | 5                |

| Slágerlista (1997)             | Helyezés |
| ------------------------------ | -------- |
| Svédország (Sverigetopplistan) | 24       |

## Minősítések
| Ország                 | Minősítés | Eladások |
| ---------------------- | --------- | -------- |
| Norvégia (IFPI Norway) | arany     | 5.000    |
| Svédország (GLF)       | arany     | 25.000   |